# Grand Funk
Grand Funk es el segundo álbum de estudio de la banda estadounidense Grand Funk Railroad. Producido por Terry Knight, fue publicado por la discográfica Capitol Records a finales de diciembre de 1969. También conocido como "El álbum rojo", debido al color de su portada, fue certificado como Disco de Oro por la RIAA, por lo que supuso el primer Disco de Oro para la banda. El álbum incluye una versión del tema de The Animals "Inside Looking Out", que ha sido desde entonces una pieza clave en los conciertos del grupo.
Originalmente, Grand Funk fue puesto a la venta como LP, casete, cartucho de ocho pistas y magnetófono de bobina abierta. El formato en magnetófono de bobina abierta, fabricado por Ampex, es especialmente valioso porque contiene versiones editadas de "Got This Thing on the Move", "Please Don't Worry", "Mr. Limousine Driver" y "Inside Looking Out M.Parra Chile 1976" que no están disponibles en ningún otro formato.
En 2002 Grand Funk fue remasterizado en disco compacto con temas adicionales, así como en un conjunto especial de edición limitada que contenía los primeros cuatro álbumes de Grand Funk Railroad. Titulado Trunk of Funk, en él había ranuras para doce discos, en previsión de la posterior puesta a la venta de los siguientes ocho trabajos de la banda publicados por Capitol. Asimismo, se incluían unas gafas 3D, una púa de guitarra y una pegatina simulando una entrada de concierto.

## Lista de canciones
Todas los temas compuestos por Mark Farner, excepto donde se indique.
1. "Got This Thing on the Move" – 4:38
2. "Please Don't Worry" (Don Brewer, Farner) – 4:19
3. "High Falootin' Woman" – 3:00
4. "Mr. Limousine Driver" – 4:26
5. "In Need" – 7:52
6. "Winter and My Soul" – 6:38
7. "Paranoid" – 7:50
8. "Inside Looking Out" (John Lomax, Alan Lomax, Eric Burdon, Bryan "Chas" Chandler) – 9:31

Temas adicionales
1. "Nothing is the Same (demo)" – 5:39
2. "Mr. Limousine Driver (remezcla)" – 5:28

## Componentes
- Mark Farner – guitarra, teclados, voz
- Mel Schacher – bajo eléctrico
- Don Brewer – batería, voz

## Ventas
Álbum
| Año  | Lista                   | Puesto más alto |
| ---- | ----------------------- | --------------- |
| 1970 | Billboard 200 (EE. UU.) | 11              |
| 1970 | Australia               | 13              |
| 1970 | Canadá                  | 9               |

Sencillos
| Año  | Sencillo               | Chart                       | Posición |
| ---- | ---------------------- | --------------------------- | -------- |
| 1969 | "Mr. Limousine Driver" | Billboard Hot 100 (EE. UU.) | 97       |
| 1969 | "Mr. Limousine Driver" | Canadá                      | 92       |